# Nihoa raleighi
Nihoa raleighi – gatunek pająków z infrarzędu ptaszników i rodziny Barychelidae. Występuje endemicznie w Papui-Nowej Gwinei.

## Taksonomia
Gatunek ten opisany został po raz pierwszy w 1994 roku przez Roberta Ravena na podstawie dwóch samców odłowionych w 1986 roku. Jako lokalizację typową wskazano Oriomo w Papui-Nowej Gwinei. Epitet gatunkowy nadano na cześć żeglarza Waltera Raleigha.

## Morfologia
Holotypowy samiec ma ciało długości 16 mm oraz karapaks długości 5,4 mm i szerokości 6,6 mm. Karapaks jest w zarysie prawie jajowaty, ubarwiony ciemnorudobrązowo, porośnięty srebrzystoszarymi włoskami i czarnymi szczecinkami. Jamki karapaksu są wyraźnie zakrzywione. Szczękoczułki są pomarańczowobrązowe, pozbawione rastellum, ale wyposażone w długie, proste, sztywne szczecinki przy nasadzie pazura jadowego. Bruzda szczękoczułka ma 3 duże i 6 mniejszych zębów na krawędzi przedniej oraz 6 bardzo drobnych ziarenek w części środkowo-nasadowej. Szczęki zaopatrzone są w 20–25 tępych kuspuli. Warga dolna pozbawiona jest kuspuli. Odnóża są ciemnorudobrązowe, pozbawione obrączkowania. Golenie odnóży przedniej pary mają małą ostrogę dystalną z długim i falistym megakolcem, zaś pozbawione są mikroostrogi. Pazurki pierwszej pary odnóży mają po dwa, a pary ostatniej po jednym szeregu ząbków. Opistosoma (odwłok) jest z wierzchu brązowa z trzema parami wąskich, jasnych łatek w tyle, silnie owłosiona. Spód opistosomy jest jasny i nieregularnie brązowo nakrapiany. Kądziołki przędne pary tylno-środkowej nie występują, co jest cechą wyjątkową na tle rodzaju. Nogogłaszczki samca mają cymbium o ściętych płatach, z których prolateralny jest mniejszy, oraz gruszkowaty bulbus stopniowo zwężający się, a następnie skręcony i wypłaszczony w kil przechodzący w krótki i spiczasty embolus.

## Występowanie
Pająk ten występuje endemicznie w Papui-Nowej Gwinei. Znany jest wyłącznie z miejsca typowego w jej Prowincji Zachodniej.